# Hospital Virgen del Camino
El Hospital Virgen del Camino fue un centro hospitalario público ubicado en la ciudad de Pamplona (Navarra) desde su fundación en 1964 hasta 2012. La titularidad y gestión del centro pertenecía al Servicio Navarro de Salud, hasta que su gestión, junto a la del contiguo Hospital de Navarra, fueron centralizadas bajo el Complejo Hospitalario de Navarra. Este último pasó a llamarse Hospital Universitario de Navarra en 2022. Se encuentra ubicado entre las calles Irunlarrea y Avenida de Barañáin.

## Historia
También conocido como "la Residencia", fue inaugurado el 4 de agosto de 1964 como residencia hospitalaria del Seguro Obligatorio de Enfermedad. Su gestión estaba a cargo del Instituto Nacional de Previsión. Fue uno de los dos hospitales terciarios ubicados en Pamplona el cual cubre la asistencia sanitaria pública del Servicio Navarro de Salud-Osasunbidea en la Comunidad Foral de Navarra.
Su funcionamiento comenzó con 201 camas, luego ampliadas a casi 600 divididas en dos bloques: uno dedicado a asistencia médica y quirúrgica; otro a la asistencia ginecológica y pediátrica.
En 2012 pasó a conformar, junto al vecino Hospital de Navarra, el Complejo Hospitalario de Navarra. Desde entonces su nombre es  Hospital B,[cita requerida] aunque la nomenclatura "Hospital Virgen del Camino" o "HVC" continúa en uso.
Durante más de 25 años Asunción Uli Ballaz ejerció el cargo de jefa de enfermería. Se jubiló siendo la última enfermera interna que vivía en el hospital. Durante estos años compartió guardias con su hermano y capellán Juan Uli Ballaz.[cita requerida]

## Datos curiosos
La película La trastienda, protagonizada por María José Cantudo, fue filmada en el hospital.